# FH70

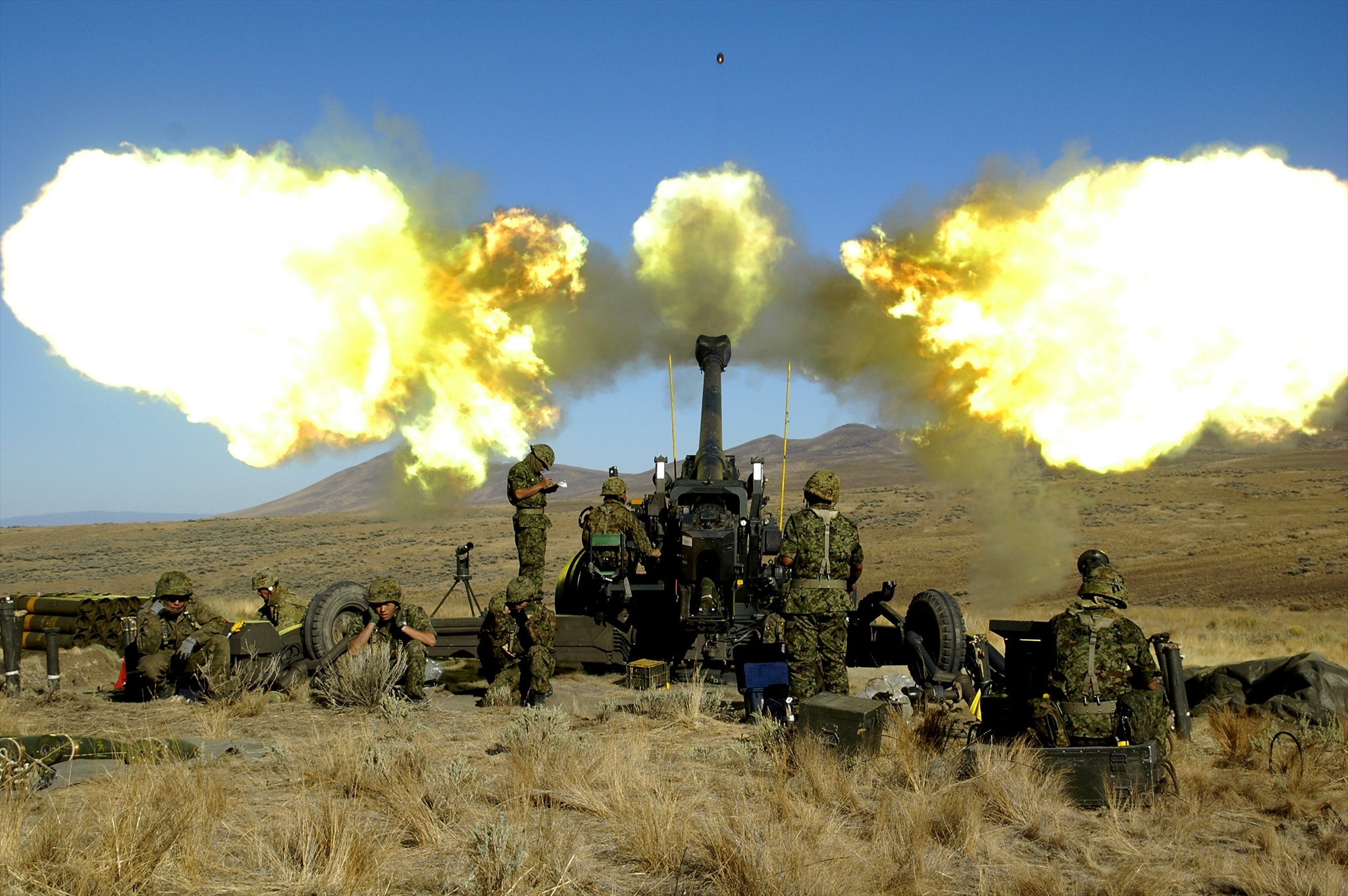
陸上自衛隊の155mmりゅう弾砲FH70による射撃

FH70（Field Howitzer 1970s）は、西ドイツ、イギリス、イタリアの3ヶ国が共同開発した155mm榴弾砲。
陸上自衛隊の野戦特科部隊においても使用されている。

## 開発経緯

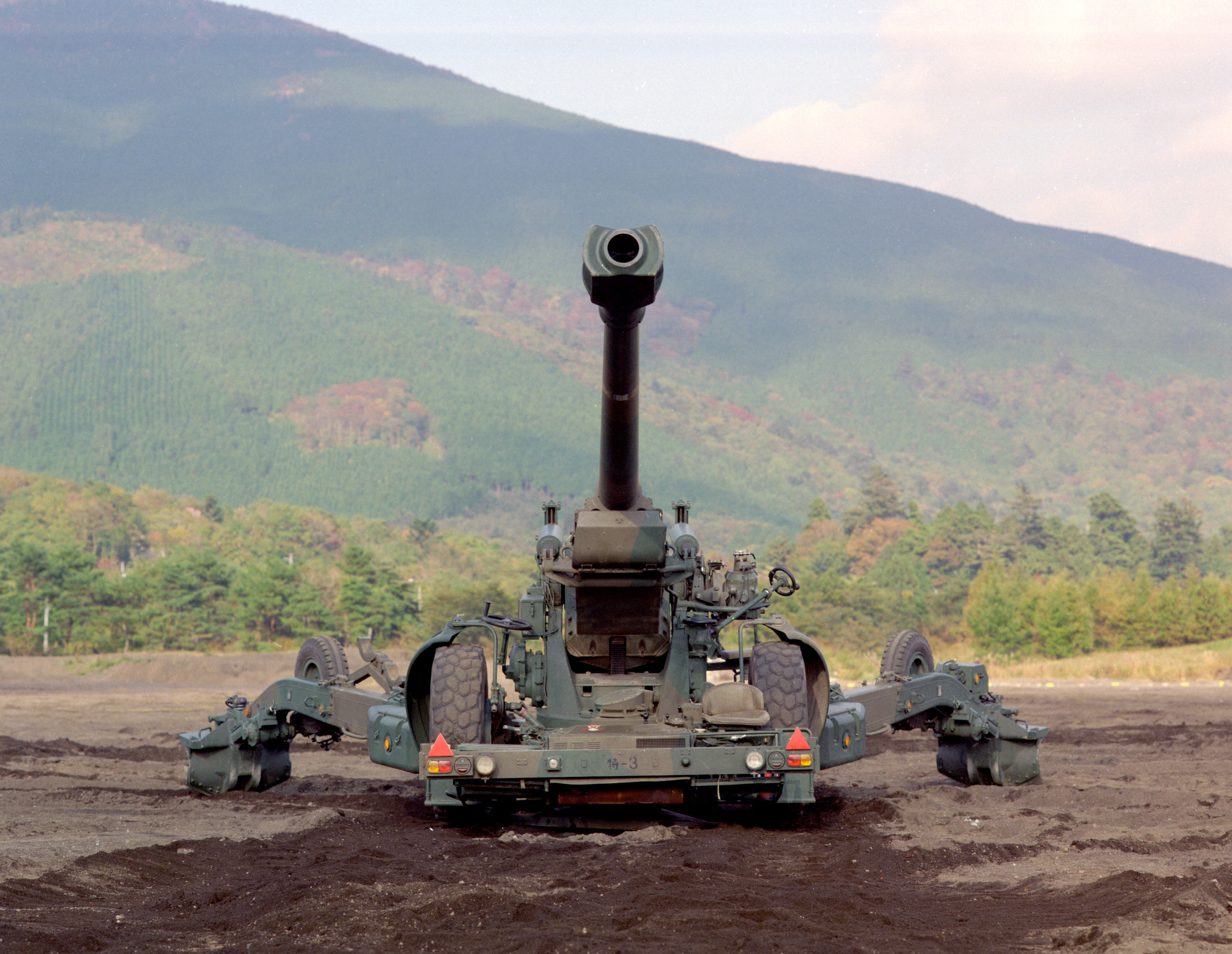
陸上自衛隊のFH70

FH70は、1963年に合意されたNATO基本軍事要求39号(NATO Basic Military Requirement 39)によって「牽引・自走両用の近接支援用榴弾砲」として計画された。
要求仕様は、分離可能なAPU（Auxiliary Power Unit：補助エンジン）を有し、通常弾で24km、ロケット補助推進弾で30kmの射程、最大連射速度は15-20秒で3発、持続連射速度は毎分2発とされた。弾薬は、NATO標準の155mm砲弾に対応しつつ、新開発の長射程弾も計画された。
これに基づき西ドイツ（当時）とイギリスは協同して研究開発を行い、1968年に細部仕様が決定された。イタリアは1970年から、この計画に参加した。
当初の研究開発はイギリス王立兵器調査開発研究所（Royal Armament Research and Development Establishment）主導の下、イギリスのヴィッカーズと西ドイツのラインメタルによって行われ、後に参加したフォルクスワーゲンがAPU部分などを担当している。
1978年に製造が開始され、西ドイツ・イタリアの旧式榴弾砲とイギリスのBL 5.5インチ砲を更新していった。

## 特徴
砲身後端の下部に砲弾装填用トレイと半自動式装填補助装置を搭載している。このトレイに砲弾を乗せた状態で砲撃すると、駐退機の前進運動と連動してトレイが持ち上がると共に尾栓が開き、素早い装填と高い連射速度を実現している。尾栓と装填補助装置は、砲撃と連動しない状態にしてすべて手動で操作することも可能である（詳細は#外部リンクの画像リンクを参照）。なお、短距離での射撃の場合は駐退機の動きが小さいため、半自動式装填は使用できない。
砲架には1,800 ccのフォルクスワーゲン製空冷水平対向4気筒（日本のFH70は富士重工業（現SUBARU）製水冷水平対向4気筒）ガソリンエンジンと、前進3速・後退1速の手動変速機を搭載している。短距離であれば自走での移動が可能であるため、発射位置までの牽引を要しない。このため、展開・撤収が従来の砲と比べて比較的早いという利点がある。ただし、その速度は時速16 km程度で、また、操縦士以外の操作要員や砲弾を運搬することはできないため、あくまでトラックやトラクターによって牽引された後、最終的な陣地進入の際に限って用いるものである。陸上自衛隊ではFH70の牽引に74式特大型トラックをベースとした中砲けん引車を使用している。なおエンジンは油圧装置の動力源も兼ね、エンジン不使用時に使うバックアップ用の手動ポンプも装備されている。
大型輸送ヘリコプターによる空輸も可能であり、1992年（平成4年）の防衛白書では、CH-47JによるFH70の吊り下げ空輸の姿が掲載されている。しかし、非常に重いため性能上は可能であるが実用的でない、とされる。
|          | /FH70                                 | TRF1                                  | G5                                  | 2A65                                | M198                                              | M777                                            |
| -------- | ------------------------------------- | ------------------------------------- | ----------------------------------- | ----------------------------------- | ------------------------------------------------- | ----------------------------------------------- |
| 画像     |                                       |                                       |                                     |                                     |                                                   |                                                 |
| 主砲     | 39口径155mm                           | 40口径155mm                           | 45または52口径155mm                 | 47口径152mm                         | 39.3口径155mm                                     | 39口径155mm                                     |
| 全長     | 9.8 m（牽引時） 12.4 m（射撃時）      | 10 m（牽引時）                        | 9.1 m（牽引時）                     | 11.4 m - 12.7 m（射撃時）           | 7.09 m（牽引時） 11.3 m（射撃時）                 | 9.5 m（牽引時） 10.7 m（射撃時）                |
| 全幅     | 2.56 m（牽引時）                      | 3.09 m（牽引時）                      | 3.3 m（牽引時）                     | 不明                                | 2.79 m（牽引時） 8.53 m（射撃時）                 | 3.3 m（牽引時）                                 |
| 全高     | 2.56 m（牽引時）                      | 1.79 m（射撃時）                      | 2.1 m（牽引時）                     | 不明                                | 2.12 m（牽引時） 1.8 m（射撃時）                  | 不明                                            |
| 重量     | 7.8 t - 9.6 t                         | 10.52 t                               | 13.75 t                             | 7 t                                 | 7.162 t                                           | 4.218 t                                         |
| 砲員数   | 8名                                   | 7名                                   | 8名                                 | 6 - 11名                            | 11名                                              | 5名                                             |
| 最大射程 | 24 km（通常弾） 30 km（RAP弾）        | 24 km（通常弾） 30 km（RAP弾）        | 30 km（通常弾） 50km（RAP弾）       | 24.7 km（通常弾） 28.9 km（RAP弾）  | 22.4 km（M107弾） 26.5 km（M795弾） 30km（RAP弾） | 24 km（M107弾） 30 km（ERFB弾） 40 km（M982弾） |
| 発射速度 | 3発/15秒（最大） 3-6発/分（持続射撃） | 3発/15秒（最大） 3-6発/分（持続射撃） | 3発/分（最大） 1発/分（連続射撃時） | 8発/分（最大） 1発/分（連続射撃時） | 4発/分（最大） 2発/分（持続射撃）                 | 5発/分（最大） 2発/分（持続射撃）               |
| 採用国   | 10                                    | 3                                     | 6                                   | 7                                   | 10                                                | 4                                               |

### 照準方法
射撃に必要な方位角の火砲への入力（射向付与）には砲部に搭載されたパノラマ眼鏡と付近に設置した方向盤（Aiming Circle、方位磁針により正確な方位角を測定する装置）を使用した反覘（はんてん）法により行われる。射向付与後はコリメーターや標桿等を設置し、事後の射撃の照準点とする。
照準はすべて人力であり、手動の旋回ハンドル2個を使用して行われる。1km先の目標を射撃する際に方位角を1ミル(円周は6400ミル)誤ると弾着が1mずれるため、照準手には高い練度が必要とされる。
射撃陣地に敵装甲車両などが接近した場合に備え、緊急時には直接照準による射撃も可能となっている。

## 運用国

### 現在の運用国
- イタリア：162門
- エストニア：24門
- オマーン：2023年時点で、オマーン陸軍が12門を保有[6]。
- オランダ：15門
- サウジアラビア：72門
- 日本：398門（2018年度時点）
- モロッコ：2024年時点で、モロッコ陸軍が30門を保有[7]。
- ウクライナ：数門

### 過去の運用国
- イギリス：67門（制式名：L121。L118 105mm榴弾砲やMLRSに更新されて1999年に退役）
- ドイツ：192門（制式名：FH155-1。2002年にPzH2000自走榴弾砲に更新されて退役）
- マレーシア：15門

### 陸上自衛隊

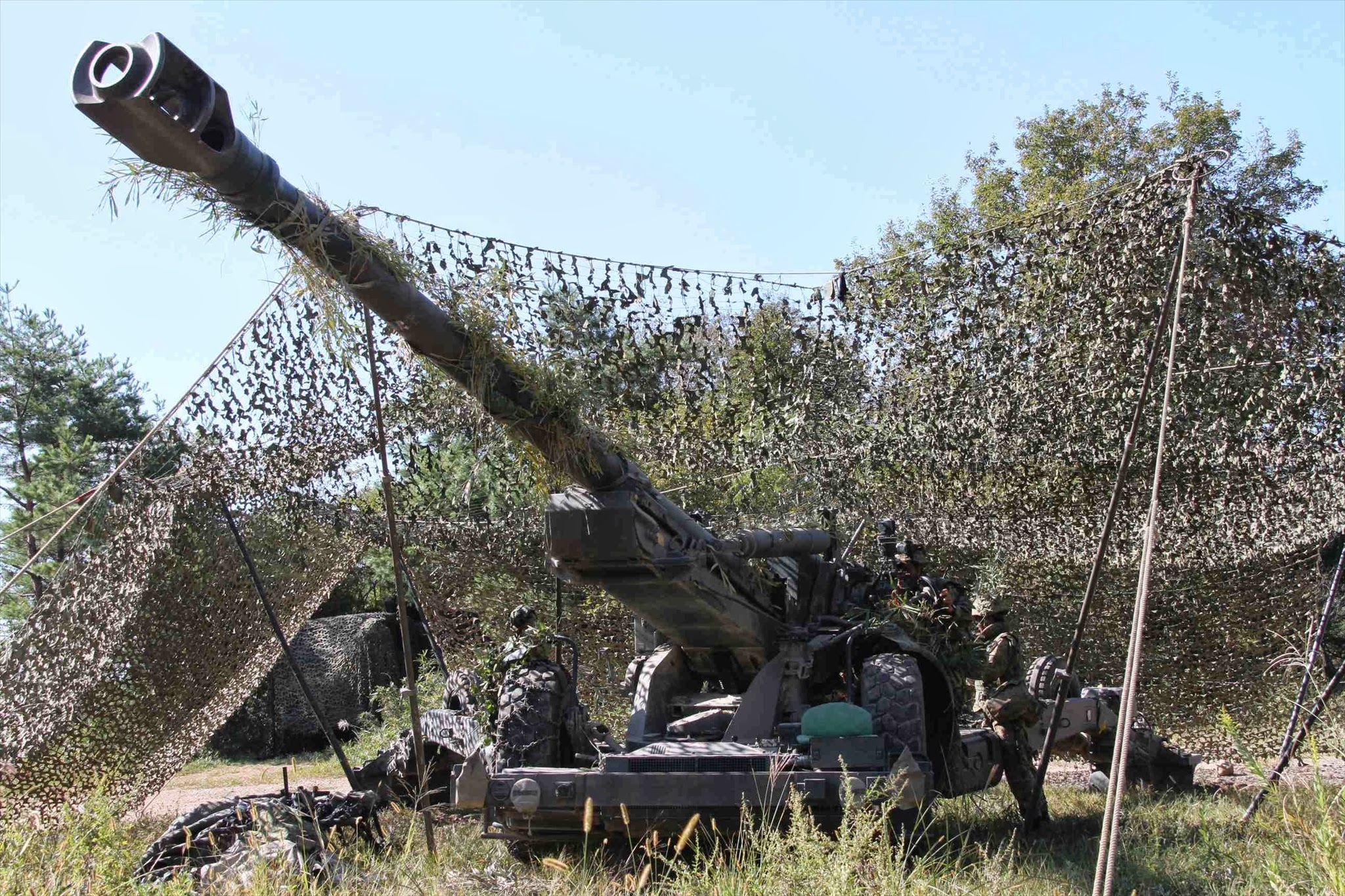
擬装が施された陸上自衛隊のFH70

運用、整備（メンテナンス）の容易さと価格の安さから陸上自衛隊でも155mm榴弾砲M1と105mm榴弾砲M2A1の後継として、155mmりゅう弾砲の名で制式採用されており、開発国での制式名FH70を略称としている。防衛庁（現在の防衛省）は愛称を「サンダーストーン」としているが、この名は一般的に普及しているとは言い難く、FH70（えふえっちななまる）、または単にFH（えふえっち）の名で呼ばれるのが一般的である。
牽引車には7tトラックを改造した中砲けん引車を使用し、補助動力装置には富士重工業（現SUBARU）製水冷水平対向4気筒エンジン（1,800 cc）を搭載している。
1983年（昭和58年）以来、日本製鋼所によるライセンス生産によって配備され、現在の陸上自衛隊の主力火砲の位置に付いている。同火砲を採用した国の中でも陸上自衛隊は最も調達数が多く、主力火砲として、本州・四国・九州本土の師団・旅団に配備され、平成20年度時点で422門を配備している。しかし、導入開始から40年近く経過しており、老朽化しているため特科連隊から特科隊への改編や連隊隷下の特科大隊の廃止等の火砲定数削減と合わせて順次退役が進められている。
また、FH70装備の野戦特科部隊を師団・旅団から方面隊直轄の特科部隊に集約され、2019年（平成31年）には西部方面隊隷下のFH70装備の師団特科部隊が西部方面特科連隊に改編され西部方面特科隊（のちに第2特科団）隷下部隊として編合された。2020年（令和2年）には東北方面隊隷下のFH70装備の師団特科部隊が東北方面特科連隊に、2023年（令和5年）には東部方面隊隷下のFH70装備の師・旅団特科部隊が東部方面特科連隊に、2024年（令和6年）には中部方面隊隷下のFH70装備の師・旅団特科部隊が中部方面特科連隊に、それぞれ改編された。
現在、FH70運用部隊は東北方・東方・中方が方面隊直轄、西方が方面隊直轄の第2特科団隷下である。
防衛省は2013（平成25）年度から2018（平成30）年度までFH70の後継となる装輪式の火力戦闘車（装輪155mmりゅう弾砲）の開発を行い、2018（平成30）年度より予算計上、2019年（平成31/令和元年）に19式装輪自走155mmりゅう弾砲として部隊使用を認められた。特科教導隊第4中隊および、西部方面特科連隊第1大隊から装備転換が開始されている。
音楽隊が「1812年 (序曲)」を演奏する際に「楽器」として指定された大砲として礼砲用に保有する105mmの他、多数配備されているFH70を使用することもある。なお初演では発砲音が強力過ぎたため失敗した。また、『新世紀エヴァンゲリオン』の劇中曲「DECISIVE BATTLE」など、ほかの曲においても演奏時に使われることがある。FH70は礼砲や楽器としては使い勝手が悪いため105mm榴弾砲が関東補給処に少数残されている。
配備されている駐屯地では隊員の成人式のイベントとしてFH70と綱引きを行うこともある。

#### 配備部隊・機関
防衛大臣直轄機関
- 陸上自衛隊富士学校
  - 富士教導団
    - 特科教導隊
      - 第1射撃中隊
      - 第2射撃中隊
- 陸上自衛隊武器学校

東北方面隊
- 東北方面特科連隊

東部方面隊
- 東部方面特科連隊

中部方面隊
- 中部方面特科連隊

西部方面隊
- 第2特科団
  - 西部方面特科連隊（第1大隊を除く）
- 西部方面混成団
  - 第5陸曹教育隊
    - 特科教育中隊

## 諸元・性能
出典: Ichinohe_Takao (2001年5月12日). “FH-70 155mm榴弾砲”. 2011年8月17日閲覧。
諸元
- 種別: 榴弾砲
- 口径: 155 mm
- 砲身長: 39口径長
- 重量: 7,800 - 9,600 kg
- 全長: 9.8 m（牽引時）
 12.4 m（射撃時）
- 全幅: 2.56 m（牽引時）
- 全高: 2.56 m（牽引時）
- 砲員数: 8名

作動機構
- 砲尾: 垂直鎖栓式閉鎖機
- 反動: 液気圧式駐退機
2段式マズルブレーキ
- 砲架: 開脚式
1,800 cc水冷水平対向4気筒ガソリンエンジン装備
最大自走速度：20 km/h

性能
- 俯仰角: -100 - 1,250ミル（-5.6°~+70°）
- 旋回角: 左右に500ミルずつ（56°）
- 初速: 827 m/秒
- 最大射程: 24 km（通常弾）, 30 km（RAP弾）
- 発射速度: 3発/15秒（最大）
3 - 6発/分（持続射撃）

砲弾・装薬
- 弾薬: 砲弾・薬嚢分離装填式（NATO標準規格）
- 砲弾: L15榴弾, M107榴弾、03式155mmりゅう弾砲用多目的弾[1][13]

運用史
- 開発国:  イギリス/ 西ドイツ/ イタリア
- 生産期間: 1978年（昭和53年） -

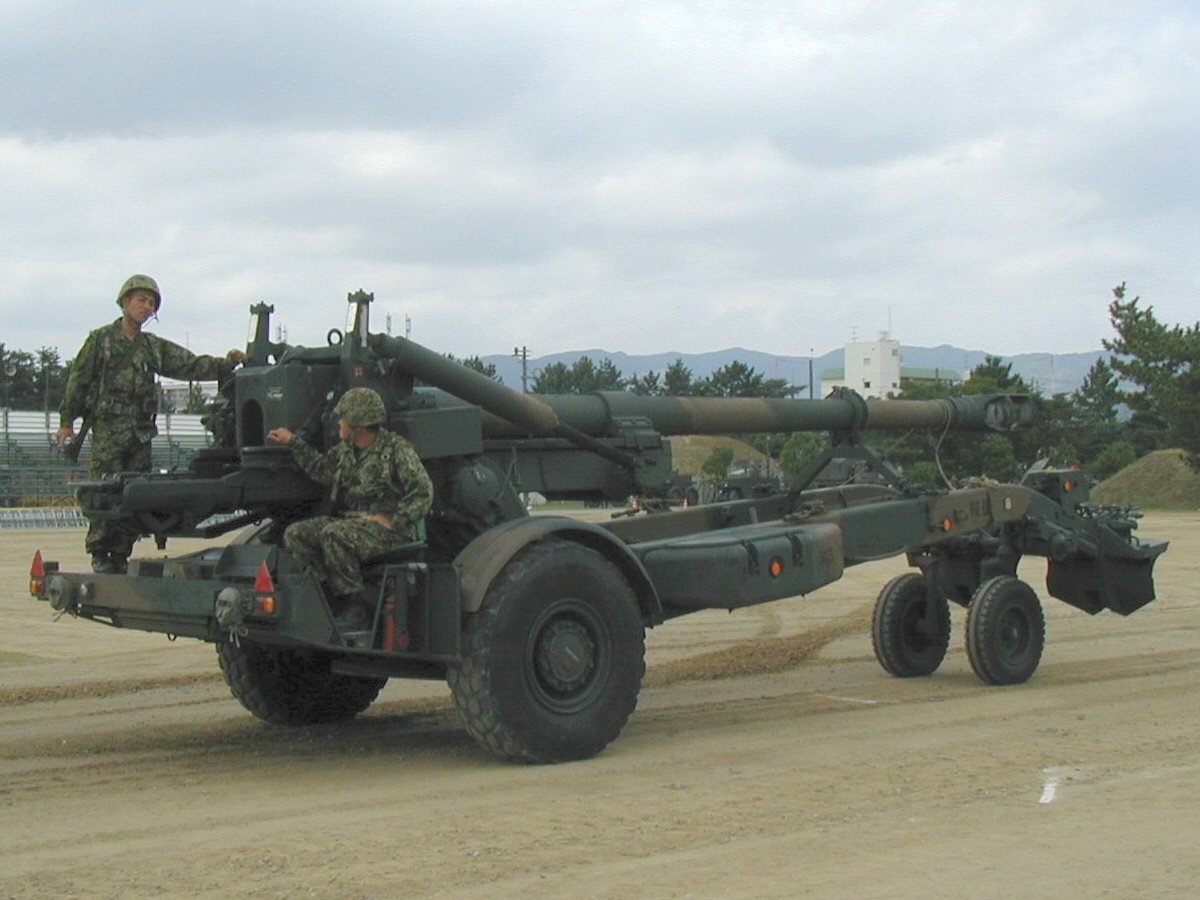
自走状態のFH70
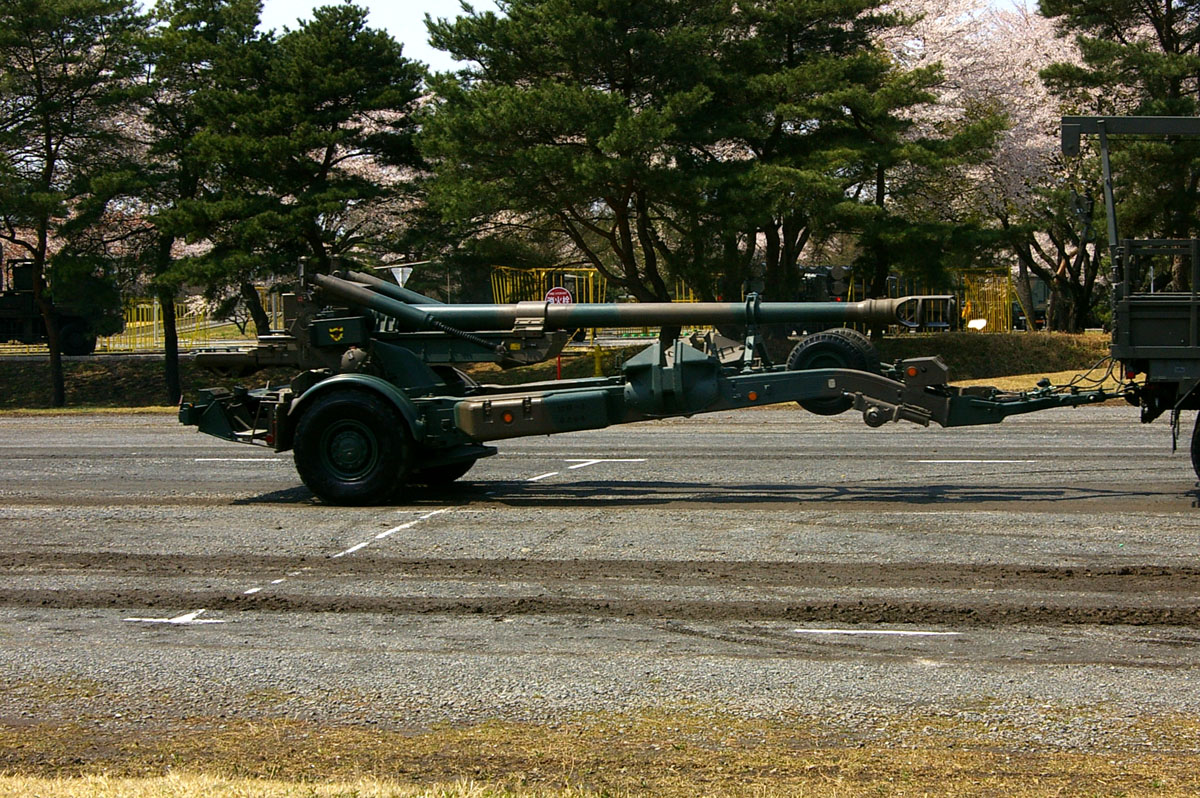
牽引状態のFH70
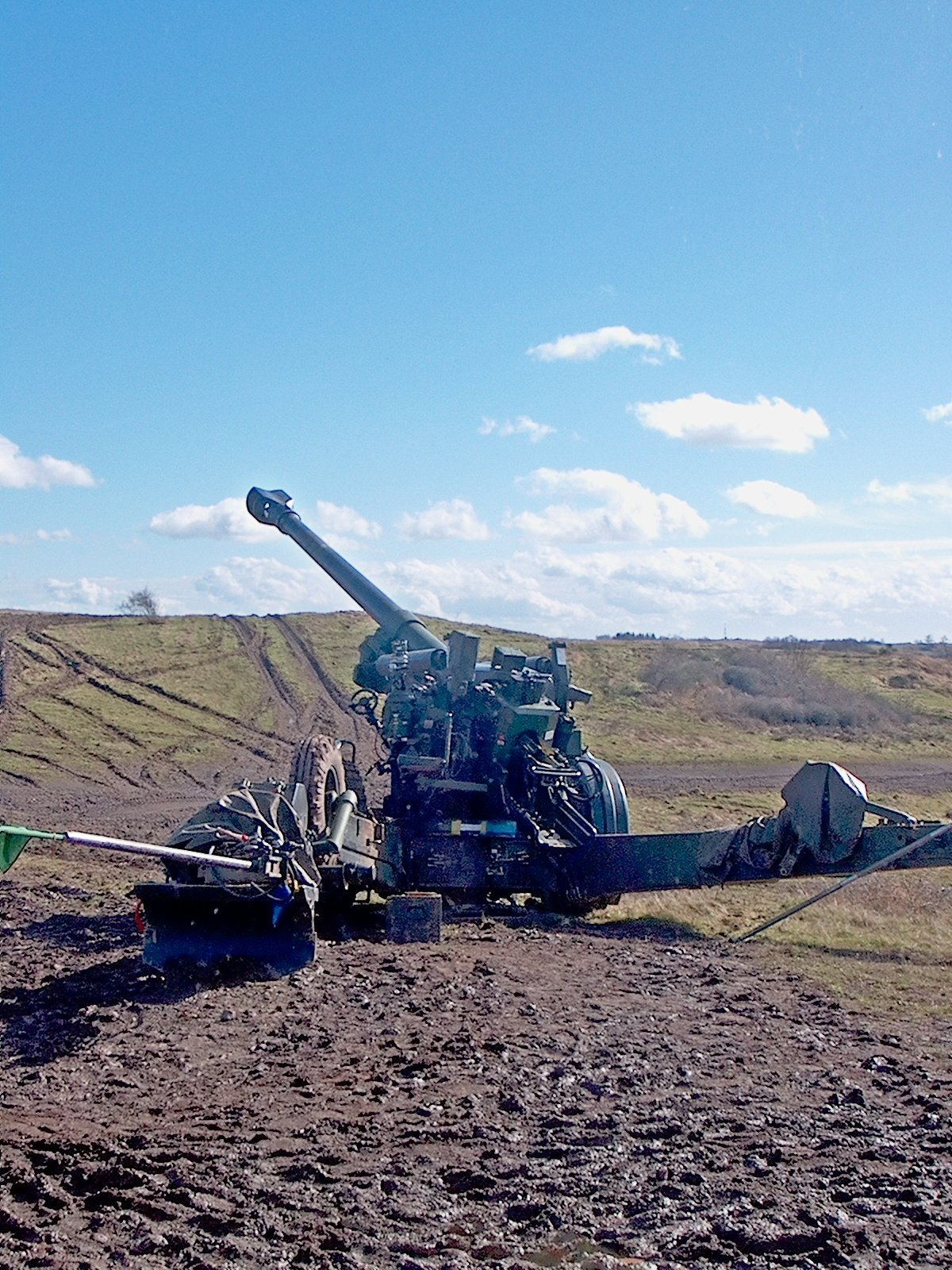
ドイツ陸軍のFH70 後部から撮影
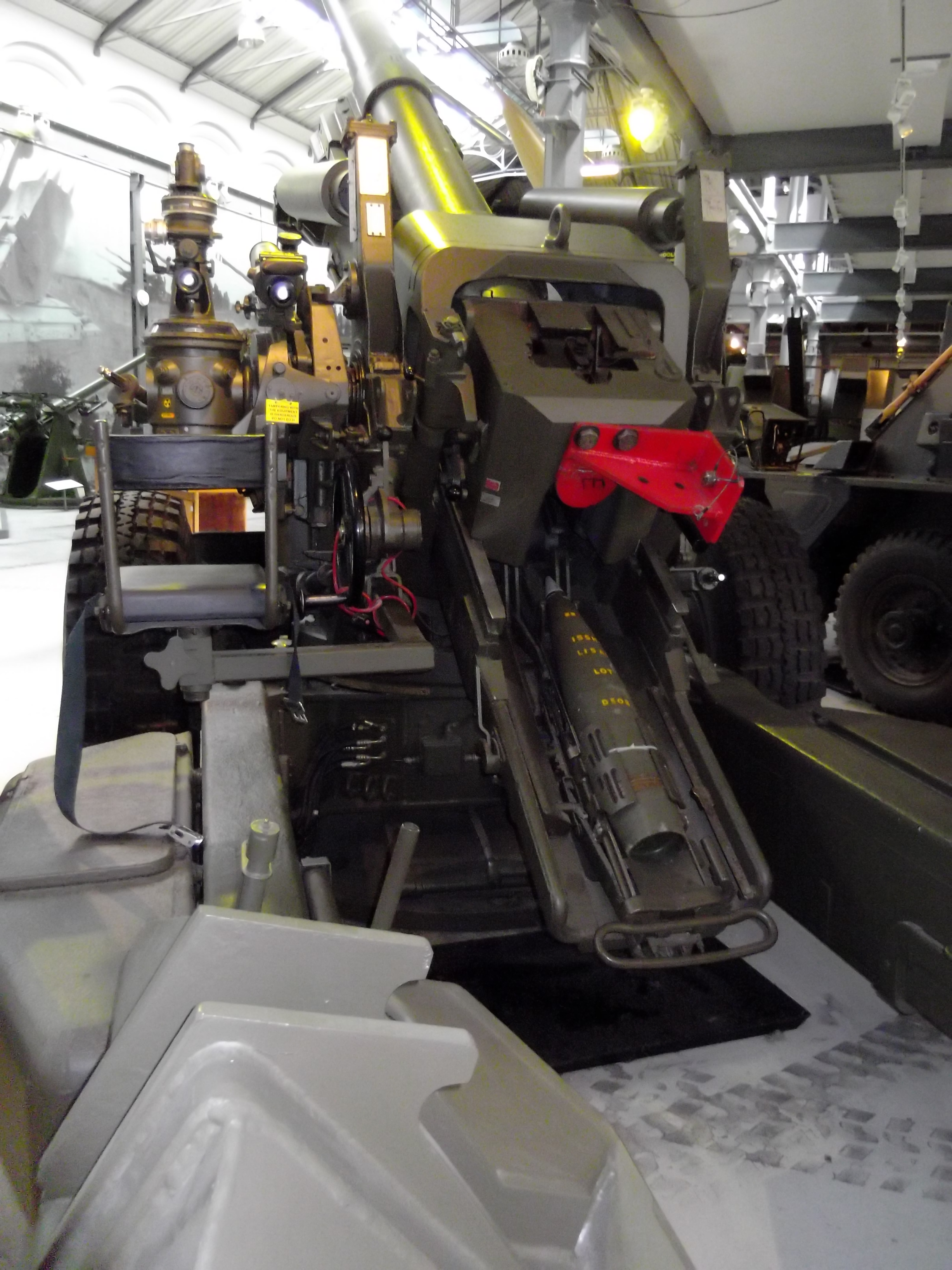
ロンドン陸軍博物館で展示されているFH70

## 登場作品

### 映画・テレビドラマ
『MM9－MONSTER MAGNITUDE－』
第5話にて、第1特科隊のものが登場。山梨県吠谷町に出現した怪獣8号シッポンに対し範囲攻撃を行う。砲自体の姿は登場しないが、砲弾の空中爆発がCGで描写されている。
『ゴジラシリーズ』
『ゴジラvsビオランテ』
自衛隊の協力で実物が登場。中砲けん引車に牽引された状態で、ゴジラを迎撃するために芦ノ湖湖畔および若狭の作戦地域に展開しているが、どちらでも砲撃は行っていない。
『ゴジラvsキングギドラ』
中砲けん引車に牽引された状態で自衛隊の実物が登場。富士山麓に着陸した空飛ぶ円盤を包囲する部隊に含まれているが、戦闘には至っていない。

### アニメ
『アウトブレイク・カンパニー』
第10話に登場。異世界に派遣されている自衛隊が、映画撮影中に突如出現したドラゴンに対して使用する。
『デジモンテイマーズ』
第42話と43話に登場。自衛隊の装備の一つとして、西新宿に出現した異空間警戒のため展開する。発砲シーンは無い。

### 漫画
『ゲート 自衛隊 彼の地にて、斯く戦えり』
漫画版86話から、特地に持ち込んだ自衛隊の装備の1つとして登場。
『日本国召喚』
陸上自衛隊第7師団に配備されたものが登場。原作小説における99式自走155mmりゅう弾砲の役割を担っており、クワ・トイネ公国の城塞都市エジェイに侵攻したロウリア王国東方征伐軍先遣隊をMLRSとともに攻撃し、これを殲滅する。

### 小説
『自衛隊三国志』
三国時代へタイムスリップしてしまった自衛隊の国際連合平和維持活動（PKO）部隊の装備として登場。6門配備されており、曹操軍を砲撃する。
『漂流自衛隊』
「戦国篇」にて、戦国時代にタイムスリップする今津駐屯地に配属されていた、第3特科連隊第5大隊の装備として登場。FFOSを弾着観測に使いながら、豊臣秀吉の軍勢を砲撃する。

## 模型
組立式プラスチックモデル
商品名　 ：1/35陸上自衛隊155mmりゅう弾砲FH-70
製品仕様 ：・組み立て式プラスチックモデル
　　　　　 ・接着剤、工具、塗料は別売り
スケール ：1/35スケール（射撃姿勢時の全長約35cm、走行時約28cm）
ブランド ：HJM（ホビージャパンモデルキット）
発売予定 ：2021年3月以降
価格　　 ：6,900円（税別）
JANコード：4981932057637